# Barb Rausch
Pour les articles homonymes, voir Rausch.
Barb Rausch (née le 7 juin 1941 à Indianapolis et morte le 14 juin 2001) est un dessinatrice de bande dessinée américaine.

## Biographie
Née à Indianapolis, Barb Rausch enseigne l'art dans le Michigan dans les années 1970 avant de s'installer en Californie après avoir rencontré Trina Robbins à la première convention de fans de Katy Keene en 1980.
Dans les années 1980, elle collabore notamment avec Bill Woggon, Robbins, Arn Saba ou encore Joshua Quagmire mais peine à trouver sa place dans le marché d'alors à cause de son style très « girly ».
Lorsque Marvel Comics lance en 1991 une série de comic book adapté de la poupée Barbie, Rausch fait partie de l'équipe régulière des dessinatrice, et continue à dessiner le personnage pour divers imprimés après l'arrêt du périodique en 1995.
Elle meurt d'un cancer du foie à 60 ans le 14 juin 2001.